# 14345 Gritsevich
14345 Gritsevich este un asteroid din centura principală de asteroizi.

## Descriere
14345 Gritsevich este un asteroid din centura principală de asteroizi. A fost descoperit pe 14 august 1985 la Stația Anderson Mesa de Edward L. G. Bowell. Asteroidul prezintă o orbită caracterizată de o semiaxă mare de 2,54 ua, o excentricitate de 0,14 și o înclinație de 3,4° în raport cu ecliptica.